# Serviceplan Group
Die Serviceplan Group SE & Co. KG ist die größte partnergeführte Werbeagenturgruppe in Europa mit Hauptsitz in München. Sie umfasst mehr als 60 Spezialagenturen und beschäftigt rund 6500 Mitarbeiter.

## Geschichte
Gegründet wurde die Agentur im Jahr 1970 von Dr. Peter Haller und Rolf O. Stempel. Neben dem Bereich klassische Werbung wurde im Jahr 1983 Mediaplus für Mediaplanung und -einkauf gegründet. 1986 folgte die Facit Marketing-Forschung. 1995 wurde Serviceplan zu einer Unternehmensorganisation mit einer Holding umstrukturiert. Im Jahr 1997 wurde Plan.Net als reine Digitalagentur ins Leben gerufen.

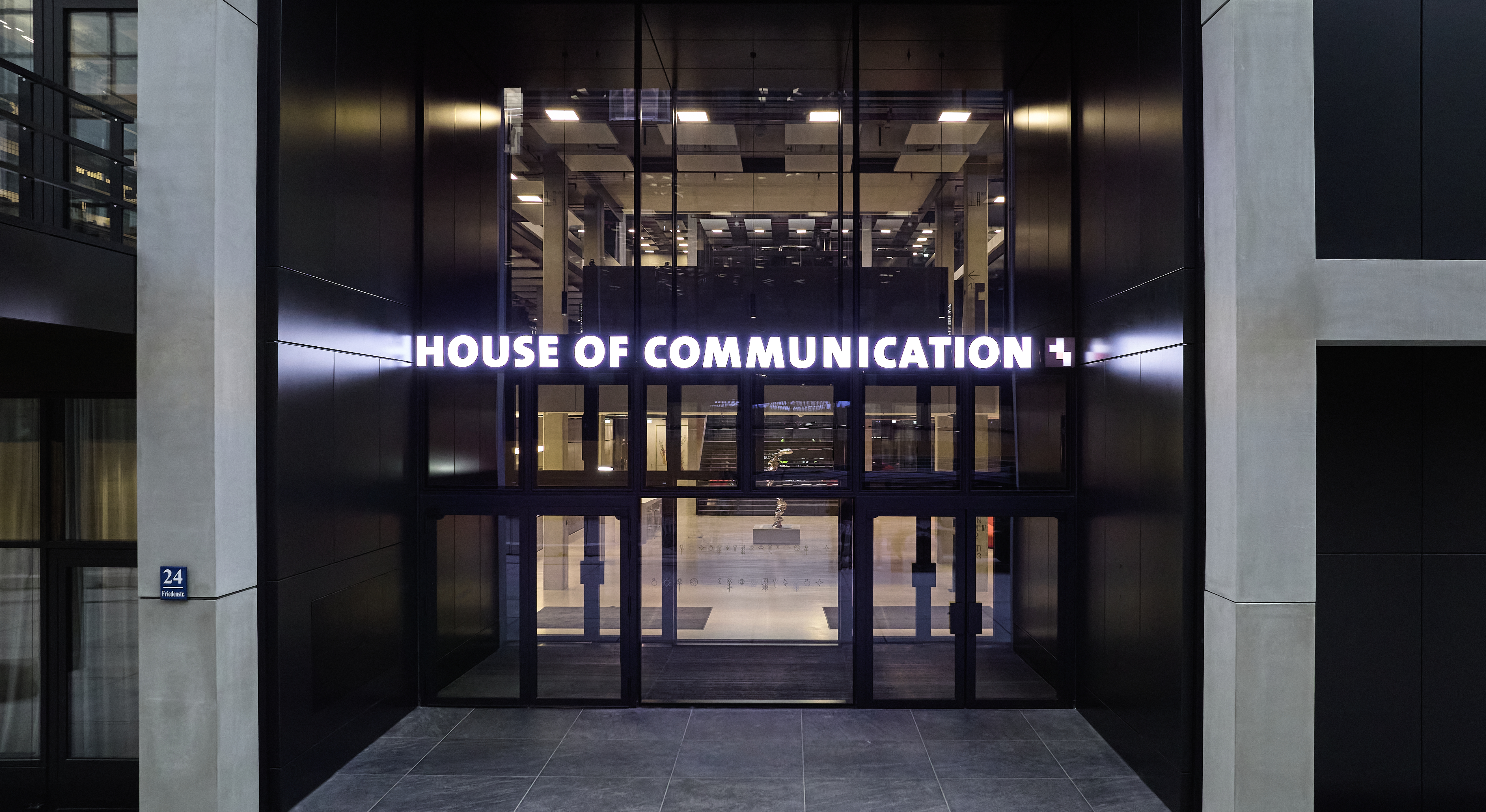
Der Sitz in der Friedenstraße.

1998 schied Stempel als Geschäftsführer aus, blieb aber weiterhin Gesellschafter. Am 1. Juli 2002 gab Dr. Peter Haller die Position des Hauptgeschäftsführers an seinen Sohn Florian Haller ab, blieb aber Geschäftsführer der Gruppenholding. Seit dem Jahr 2002 firmiert Serviceplan als Serviceplan Gruppe für innovative Kommunikation. Im Jahr 2004 fand die erste Verleihung der Best Brands Awards in Kooperation mit der GfK, SevenOne Media, der Zeitschrift WirtschaftsWoche, dem Werbevermarkter GWP media-marketing und dem Markenverband statt. 2005 wurde ein seither jährlich stattfindender „Innovationstag“ eingeführt. Nach der Eröffnung weiterer Standorte in Hamburg im April 2006 und in Berlin Ende 2007 setzt sich die Gründung neuer Dependancen sowie das Eingehen von Partnerschaften mit anderen Kommunikationsagenturen fort.
2012 wurde Serviceplan Solutions gegründet. Diese konzentriert sich auf die Realisierung von Werbung im globalen Kontext. Im März 2016 folgte die Gründung der Serviceplan Consulting Group, die das Management von Kunden als Berater in den Themengebieten Marke und Kommunikation sowie Digital Business und digitaler Transformation unterstützt. Im Jahr 2019 wurden Änderungen an der Firmierung der Gruppe vorgenommen. So lautet der offizielle Name des Unternehmens „Serviceplan Group SE & Co. KG“. Diesen Schritt begründete Serviceplan mit der internationalen Ausrichtung. Dabei änderte sich auch die Struktur der Führungsebene der Gruppe: So wurde ein Aufsichtsrat berufen, dem neben Gründer Dr. Peter Haller (der damit aus der Geschäftsführung ausschied) die Tochter von Co-Gründer Rolf O. Stempel, Sybille, und die Ex-RTL-Chefin Anke Schäferkordt angehörten. Mittlerweile umfasst der Aufsichtsrat Dr. Peter Haller, Anke Schäferkordt, Jerry Buhlmann sowie Christoph Jung.
Auf dem Deutschen Medienkongress 2015 geriet Geschäftsführer Alexander Schill für das Zitat „Auf die kreative Umsetzung kann man im Zweifel auch Affen dressieren.“ in die öffentliche Kritik.

Im Juli 2020 erklärte die Gruppe, dass ihre deutschen Standorte bis Ende des Jahres 2020 klimaneutral werden sollen. Die internationalen Standorte sollen demnach bis 2022 folgen.

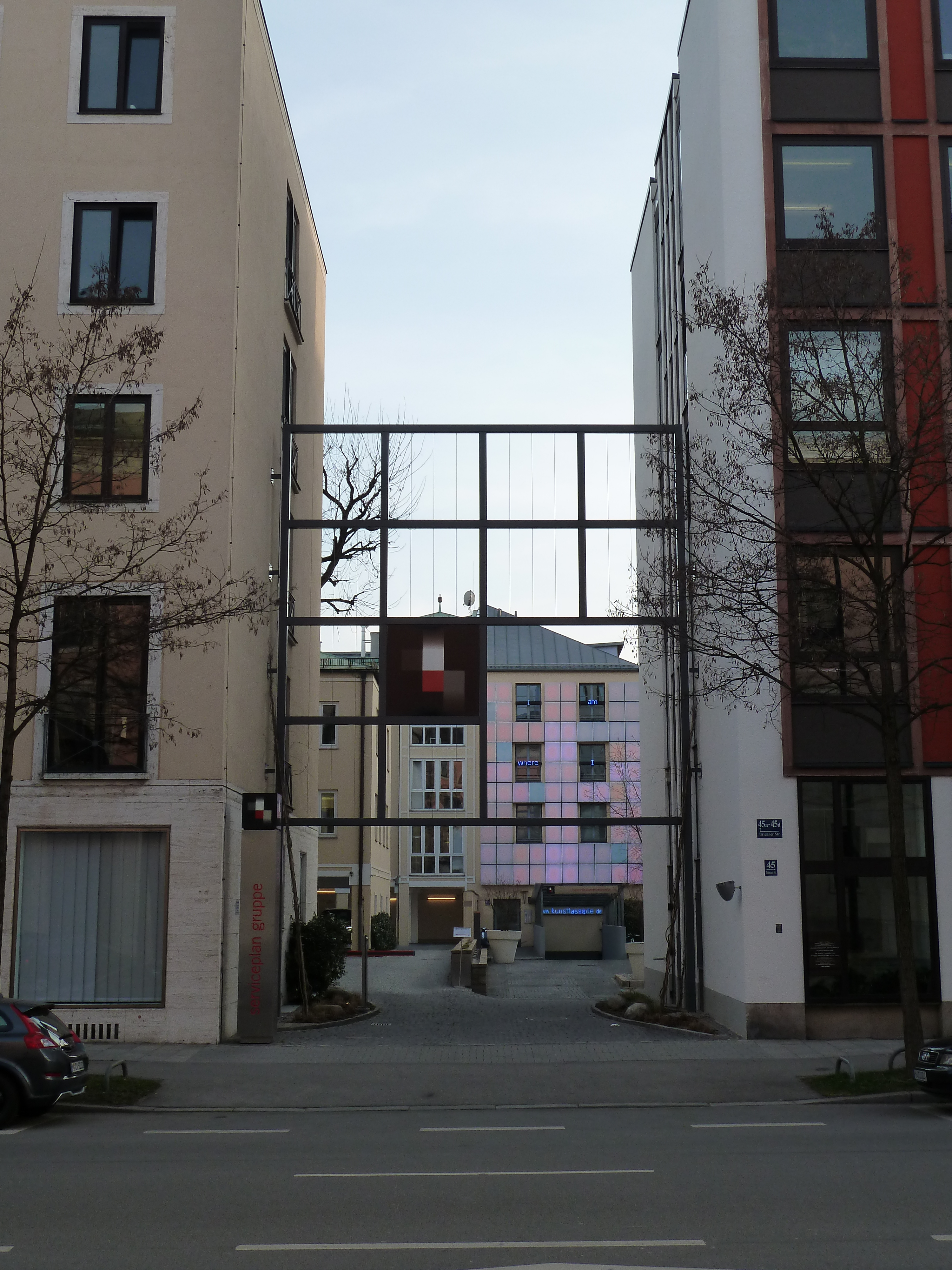
Der alte Sitz in der Brienner Straße

Im Juli 2022 zog die Serviceplan Group von ihrem alten Stammsitz in der Brienner Straße in die Friedenstraße 24 um. Neben den 1.700 Münchner Kollegen der Serviceplan Group ist ein Teil des neuen House of Communication, das „überlab“, für externe Unternehmen reserviert.
Seit Oktober 2022 besetzt das Netzwerk auch das Thema Web3 (Blockchain und Metaverse) und gründete das Studio "Serviceplan DCNTRL", das mittlerweile unter Plan.Net Studios firmiert.

## Organisation

### Geschäftsfelder
Das Angebot von Serviceplan umfasst die Bereiche klassische Werbung, Handels- und Vertriebsmarketing, Mediaplanung und -einkauf, Mobile Advertising, Dialog- und Onlinemarketing, sowie Design, Event, Public Relations, Marktforschung, Webcontrolling, Beratung für Marketingprozesse in Unternehmen wie auch die Entwicklung von Managementsoftware für Marketingabteilungen.
Die Kernmarken, die diese Geschäftsfelder abdecken, sind Serviceplan, Mediaplus, Plan.Net, Facit, Serviceplan Solutions und Serviceplan Consulting Group. Unter ihnen firmieren alle in der Gruppe inzwischen gegründeten Unternehmen, die alle jeweils über mindestens einen Beratungs- und einen Kreativgeschäftsführer verfügen, und bestimmte Spezialisierungen aufweisen. So liegt der Fokus von Serviceplan Public Relations & Content auf PR, der von Serviceplan One auf Dialogmarketing, der von Plan.Net Connect auf innovativen e-Dialog-Lösungen oder der von Facit Health & Live auf Marktforschung im Health & Life-Sektor.

## Vorstand - Serviceplan Group
- Florian Haller, CEO[19][20]
- Matthias Brüll, Mediaplus
- Markus Noder, International
- Fabian Prüschenk, Finanzen und Operations
- Karin Maria Schertler, Corporate Strategy
- Sanja Scheuer, People & Culture[21]
- Alexander Schill, Kreation und Innovation
- Christian Schmitz, Plan.Net[22]

### Mitglieder des Aufsichtsrats
- Dr. Peter Haller, Vorsitzender des Aufsichtsrats
- Jerry Buhlmann
- Christoph Jung[23]
- Anke Schäfterkordt

## Kunden (Auswahl)
ADAC, AOK, AIDA, Bacardi Deutschland, Beiersdorf, Bitburger , BMW, Bosch , BSH, Bundesregierung , Carglass, Castrol, CDU , Condé Nast, Continental, Cortal Consors, DATEV , De'Longhi , Deichmann, Degussa, E.ON, Europcar, HiPP, KFC, LEGO, Liftstar , Lufthansa, Media Markt Saturn, Miele, MINI, Minijob-Zentrale, Novartis, Paulaner, Penny, Rolf Benz, Rügenwalder Mühle, Siemens, Sony Ericsson, ThyssenKrupp, Trilux, Unicef, Weight Watchers, ZDF .

## Auszeichnungen
Beim 69. Internationalen Werbefestival in Cannes erhielt die Serviceplan Group im Juni 2022 insgesamt elf Auszeichnungen: neben einem „Grand Prix“, einem Titanium-, vier Gold-, drei Silber- und drei Bronze-Löwen wurde die Agenturengruppe außerdem als „Independent Network of the Year“ ausgezeichnet.
Bei den New York Advertising Festivals wurde die Serviceplan Gruppe als „Independent Agency of the Year 2019“ ausgezeichnet. Im Kreativranking des Bundesverband Digitale Wirtschaft erreichten Serviceplan und Plan.Net gemeinsam auf dem ersten Platz. Im Ranking der größten Internetagenuren des Verbands lag Plan.Net 2022 auf den zweiten Platz. Im RECMA-Ranking steht Mediaplus 2022 auf dem sechsten Platz.

## Internationalisierung
Zu den deutschen Standorten in München, Hamburg, Bremen, Berlin, Frankfurt und Köln kamen seit 2006 bis heute eigene Standorte mit Häusern der Kommunikation in Wien, Zürich, Mailand, Brüssel, Dubai, Paris, Lyon, Moskau sowie Madrid hinzu sowie Dependancen unter anderem in Delhi, Peking, Shanghai und Seoul hinzu. Durch enge Kooperationen mit weiteren Partneragenturen ist die Serviceplan Gruppe auch seit langem in London, Singapur, Tokio und Sydney verankert. Über eine im Mai 2012 eingegangene Kooperation mit der ebenfalls unabhängigen spanischen Agenturgruppe Nostrum folgten weitere Standorte in Lissabon, Buenos Aires, Bogota, Lima, Mexiko-Stadt, Miami, Panama-Stadt, Santiago de Chile und Sao Paulo, so dass das weltweite Agenturnetzwerk der Serviceplan Gruppe nun insgesamt 38 Städte umfasst.
Durch die im Januar 2020 erfolgte Fusion des österreichischen Ablegers der Serviceplan Gruppe und der Agentur Wien Nord gehört man dort gemessen am Honoraumsatz zu den größten drei Agenturen. Im März 2020 wurde die globale Produktionseinheit „TheHubz“ gelauncht, die die internationalen Produktionsprozesse bündeln und vereinfachen soll und in der Experten aus Rumänien, Indien und Polen arbeiten.
Für die operative Umsetzung der Internationalisierung der Agenturgruppe ist seit Anfang 2013 Markus Noder als Geschäftsführer von Serviceplan International zuständig. Zum 1. Januar 2018 rückte er in die Geschäftsführung der Gesamtholding auf.

## Kritik
Die ca. 10 Mio. EUR des Gesundheitsministeriums für die Kampagne "116117" sind nach einer Umfrage des ADAC praktisch ergebnislos geblieben.